# Nekrolog 1746
Nekrolog
◄◄
| ◄
| 1742
| 1743
| 1744
| 1745
| 1746 | 1747 | 1748 | 1749 | 1750 | ► | ►►
Weitere Ereignisse | Allgemeiner Nekrolog 1746
Die Beschreibung der verstorbenen Person sollte so kurz wie möglich gehalten sein und nur deren signifikante Tätigkeit(en) enthalten.
Neue Namen ggf. auch unter dem Geburts- und Sterbedatum, also etwa unter 1. Januar und im Geburts- und Sterbejahr (2024) eintragen (nur bei entsprechender großer Wichtigkeit). Für Beispiele siehe die schon vorhandenen Artikel.
Außerdem über die fünf zuletzt Verstorbenen, zu denen es einen ausreichend guten Artikel für eine Präsentation auf der Hauptseite gibt, nach der todesbedingten Überarbeitung der Artikel ggf. auch unter Wikipedia Diskussion:Hauptseite informieren und sie am besten auch in den anderen Wikipedia-Sprachversionen eintragen. Tipp: Regelmäßig bei news.google.de nach „ist tot“, „gestorben“ oder „verstorben“ suchen.
Wenn eine Person gestorben ist, gibt es viele Seiten zu dieser Person in der Wikipedia, die davon auch betroffen sind und entsprechend aktualisiert werden müssen. Beispiele: Namenübersichtsseite, Geburtsjahr, Geburtsort-Seiten und viele mehr.
Wie finde ich die betroffenen Seiten?
Im Suchfeld auf der linken Seite gibt man den Suchbegriff so ein: „Vorname Nachname“. Dann klickt man auf Volltext und alle Seiten mit entsprechendem Suchtext werden aufgerufen. Hier sieht man dann schnell, wo auch das Todesjahr Sinn macht oder sogar ein Teil des Artikels angepasst werden muss. Auch hilft das „Werkzeug“ auf der linken Seite sehr gut, um solche Seiten aufzufinden: „Links auf diese Seite“. Somit ist die Wikipedia wieder aktuell in allen Bereichen! Hinweis: bei Eintragung der Kategorie „Gestorben JAHR“ wird der Missbrauchsfilter 49 ausgelöst, was jedoch nicht schlimm ist. Siehe: Spezial:Missbrauchsfilter/49
Dies ist eine Liste von im Jahr 1746 verstorbenen bekannten Persönlichkeiten. Die Einträge erfolgen innerhalb der einzelnen Daten alphabetisch sortiert. Tiere sind im Nekrolog für Tiere zu finden.

## Januar
| Tag        | Name                          | Beruf, bekannt als | Alter | Beleg |
| ---------- | ----------------------------- | --- | ----- | ----- |
| 3. Januar  | Jacques Égide Duhan de Jandun | Erzieher Friedrichs des Großen, braunschweigischer Bibliothekar in Blankenburg und preußischer Legationsrat in Berlin | 60    |       |
| 4. Januar  | Christian Hagmaier            | deutscher evangelischer Theologe sowie Professor, Rektor und Prorektor an der Universität Tübingen                    | 65    |       |
| 10. Januar | Benedikt Hell                 | österreichischer Zisterzienser und Abt                                                                                | 67    |       |
| 10. Januar | Abraham Wieling               | deutscher Rechtswissenschaftler                                                                                       | 52    |       |
| 16. Januar | Johann Rudolf Tillier         | Berner und Schweizer Politiker                                                                                        |       |       |
| 18. Januar | Valeriano Pellegrini          | italienischer Sopran-Kastrat und Opernsänger                                                                          |       |       |
| 21. Januar | Gottfried Kirchhoff           | deutscher Organist und Komponist des Barock                                                                           | 60    |       |
| 23. Januar | Peter Zorn                    | Bibliothekar, Philologe, Theologie-Professor in Kiel, Kirchenhistoriker                                               | 63    |       |
| 28. Januar | Samuel von Polentz            | königlich preußischer Generalmajor                                                                                    | 48    |       |

## Februar
| Tag         | Name                               | Beruf, bekannt als                                                                                    | Alter | Beleg |
| ----------- | ---------------------------------- | --- | ----- | ----- |
| 2. Februar  | Matthias Desubas                   | hugenottischer Prediger und evangelischer Märtyrer                                                    | 25    |       |
| 3. Februar  | Ludwig Balthasar Müller            | Münzmeister in Hanau, hessen-darmstädter Oberberginspektor, Begründer des Kupferbergbaus in Thalitter | 83    |       |
| 7. Februar  | Jan Albertsz van Dam               | niederländischer Mathematiker, Astronom und Landvermesser                                             |       |       |
| 11. Februar | Wassili Wladimirowitsch Dolgorukow | russischer Politiker und Feldmarschall                                                                | 79    |       |
| 14. Februar | Georg Wolf von Kaltental           | Direktor des schwäbischen Ritterkantons Kocher und württembergischer Obervogt                         | 64    |       |
| 17. Februar | Jakob Denner                       | deutscher mennonitischer Prediger                                                                     | 86    |       |
| 22. Februar | Guillaume Coustou der Ältere       | französischer Bildhauer                                                                               | 68    |       |
| 24. Februar | Samuel Gottlieb Heine              | deutscher Pfarrer und Chronist                                                                        | 62    |       |
| 28. Februar | Johannes Christoph Ludwig Beringer | deutscher Mediziner, Leibarzt des Fürstbischofs von Speyer                                            | 36    |       |
| 28. Februar | Hermann von der Hardt              | deutscher Orientalist und Historiker, Professor in Helmstedt                                          | 85    |       |

## März
| Tag      | Name                                           | Beruf, bekannt als                                  | Alter | Beleg |
| -------- | ---------------------------------------------- | --------------------------------------------------- | ----- | ----- |
| 4. März  | Johann Veit Hauck                              | österreichischer Maler                              |       |       |
| 7. März  | Christoph Aegidius von Negelein                | Oberbürgermeister von Königsberg                    | 77    |       |
| 10. März | Friedrich Wilhelm                              | Herzog von Sachsen-Meiningen                        | 67    |       |
| 13. März | Charles Gaspard Guillaume de Vintimille du Luc | Bischof von Marseille, Erzbischof von Aix und Paris | 90    |       |
| 18. März | Anna Leopoldowna                               | Großfürstin und Regentin Russlands                  | 27    |       |
| 20. März | Nicolas de Largillière                         | französischer Maler des Rokoko                      | 89    |       |
| 22. März | Karl Sebastian Flacker                         | Bildhauer des Barock                                |       |       |
| 24. März | Joseph Franz Valerian von Arco                 | Fürstbischof von Chiemsee                           | 59    |       |
| 26. März | Antonina Czartoryska                           | polnische Fürstin                                   |       |       |
| 28. März | Bernhard Walther Marperger                     | deutscher lutherischer Theologe                     | 63    |       |
| 29. März | Matteo Ripa                                    | italienischer Missionar und Orientalist             | 64    |       |
| 30. März | Jean-Joseph Fiocco                             | flämischer Komponist und Kapellmeister des Barock   | 59    |       |
| 30. März | Ignaz Kögler                                   | deutscher Missionar                                 | 65    |       |
| 30. März | Jakob Palthen                                  | deutscher Jurist, Richter am Hofgericht Greifswald  | 63    |       |

## April
| Tag       | Name                      | Beruf, bekannt als                                      | Alter | Beleg |
| --------- | ------------------------- | ------------------------------------------------------- | ----- | ----- |
| 3. April  | Wilhelm Christian Gmelin  | deutscher Geistlicher                                   | 61    |       |
| 3. April  | Otto Reinhold Strömfelt   | schwedischer Politiker                                  | 67    |       |
| 7. April  | Peter Georgisch           | kursächsischer Hofrat und Archivar in Dresden           |       |       |
| 11. April | Sadiq Muhammad Khan I.    | Nawab von Bahawalpur                                    |       |       |
| 14. April | Ernst Ferdinand           | Herzog von Braunschweig-Wolfenbüttel-Bevern             | 64    |       |
| 15. April | Francisco Caporale        | italienischer Violoncellist und Komponist               |       |       |
| 15. April | Johann August Olearius    | deutscher evangelischer Theologe                        | 57    |       |
| 16. April | Johann Melchior Sauter    | deutscher Pfarrherr, Doktor und Dekan                   | 59    |       |
| 17. April | Christian Müller          | deutscher Pädagoge                                      | 80    |       |
| 18. April | Christoph Beez von Beezen | Stabs- und Platzmajor der Festung Stralsund (1721–1746) | 75    |       |
| 23. April | Thomas Winnington         | britischer Politiker                                    | 49    |       |
| 24. April | Georg Friedrich von Gfug  | polnisch-sächsischer General der Kavallerie             |       |       |
| 29. April | Ewald von Kleist          | kurkölnischer Generalleutnant                           | 78    |       |
| April     | Johannes von Carnap       | Bürgermeister von Elberfeld                             |       |       |

## Mai
| Tag     | Name                                     | Beruf, bekannt als                                                              | Alter | Beleg |
| ------- | ---------------------------------------- | ------------------------------------------------------------------------------- | ----- | ----- |
| 3. Mai  | Heinrich von Krosigk                     | braunschweig-wolfenbüttelscher Oberhofmarschall und Landdrost                   | 45    |       |
| 4. Mai  | Antonio Pollarolo                        | italienischer Komponist des Barock                                              | 69    |       |
| 7. Mai  | Thomas Hanmer, 4. Baronet                | Speaker of the House of Commons (1714–1715), Herausgeber der Werke Shakespeares | 68    |       |
| 14. Mai | Kaspar Nikolaus von Kerckerinck zur Borg | Domherr in Münster und Paderborn                                                | 33    |       |
| 14. Mai | Franz Conrad Romanus                     | Bürgermeister von Leipzig                                                       | 75    |       |
| 15. Mai | Andreas Adam                             | deutscher Architekt                                                             |       |       |
| 15. Mai | Konrad Heinrich von der Groeben          | preußischer Generalmajor, Chef des Infanterieregiments Nr. 4                    | 63    |       |
| 16. Mai | Johann Adolf II.                         | Herzog von Sachsen-Weißenfels, Fürst von Sachsen-Querfurt (1736–1746)           | 60    |       |
| 16. Mai | Mosche Chaim Luzzatto                    | jüdischer Philosoph und Kabbalist                                               |       |       |
| 22. Mai | Marianus Pusch                           | Benediktiner                                                                    | 59    |       |
| 23. Mai | Kaspar Leonhard Moritz von Prittwitz     | Landeshauptmann und Konsistorialpräsident                                       | 58    |       |
| 25. Mai | Johann Gottfried Schaumburg              | deutscher Rechtswissenschaftler                                                 | 43    |       |
| 28. Mai | Stephan Enroth                           | Abt des Klosters Salem                                                          | 45    |       |
| 29. Mai | Charles Théophile de Béziade             | französischer Militär                                                           |       |       |

## Juni
| Tag      | Name                                     | Beruf, bekannt als                                             | Alter | Beleg |
| -------- | ---------------------------------------- | -------------------------------------------------------------- | ----- | ----- |
| 8. Juni  | Friedrich III.                           | Landgraf von Hessen-Homburg                                    | 73    |       |
| 8. Juni  | Giacomo Leoni                            | italienischer Architekt des Georgianischen Stils               |       |       |
| 12. Juni | Joachim Barward Lauenstein               | deutscher lutherischer Geistlicher, Regionalhistoriker         | 47    |       |
| 13. Juni | Elias Hößler                             | süddeutscher Orgelbauer                                        | 82    |       |
| 14. Juni | Colin Maclaurin                          | britischer Mathematiker, Geodät und Geophysiker aus Schottland | 48    |       |
| 19. Juni | Antoine-Augustin Bruzen de La Martinière | französischer Universalgelehrter                               |       |       |
| 19. Juni | John Spencer                             | britischer Adliger und Politiker                               | 38    |       |

## Juli
| Tag      | Name                                  | Beruf, bekannt als                                                                      | Alter | Beleg |
| -------- | ------------------------------------- | --------------------------------------------------------------------------------------- | ----- | ----- |
| 6. Juli  | Gottfried Taubert                     | deutscher Tanzmeister der Barockzeit                                                    | 75    |       |
| 8. Juli  | Melchior Dörrien                      | deutscher Pädagoge und Hofrat                                                           | 25    |       |
| 9. Juli  | Philipp V.                            | König von Spanien                                                                       | 62    |       |
| 14. Juli | Joachim Wocislaus von Wobeser         | preußischer General, Drost zu Moers                                                     | 60    |       |
| 16. Juli | Anthonie van der Heim                 | holländischer Ratspensionär (1737–1746)                                                 | 52    |       |
| 20. Juli | Jacques Bonne Gigault de Bellefonds   | Bischof von Bayonne, Erzbischof von Arles und Paris, Duc de Saint-Cloud, Pair de France | 48    |       |
| 22. Juli | Maria Theresia Rafaela von Spanien    | spanische Prinzessin aus dem Hause Bourbon und durch Heirat Dauphine von Frankreich     | 20    |       |
| 26. Juli | Friedrich Karl von Schönborn-Buchheim | Fürstbischof von Würzburg und Bamberg und Reichsvizekanzler in Wien                     | 72    |       |
| 28. Juli | John Peter Zenger                     | deutsch-amerikanischer Publizist und Verleger                                           | 48    |       |
| 30. Juli | Francesco Trevisani                   | italienischer Maler                                                                     | 90    |       |
| 31. Juli | Louis de Rochechouart de Mortemart    | französischer Adliger, Militär und Hofbeamter                                           | 64    |       |

## August
| Tag        | Name                            | Beruf, bekannt als                                                                      | Alter | Beleg |
| ---------- | ------------------------------- | --------------------------------------------------------------------------------------- | ----- | ----- |
| 6. August  | Christian VI.                   | König von Dänemark und Norwegen, Herzog von Schleswig und Graf von Holstein (1730–1746) | 46    |       |
| 8. August  | Margherita de L’Épine           | Sängerin                                                                                |       |       |
| 10. August | Johann Leopold Bärnklau         | Feldmarschall-Lieutenant                                                                |       |       |
| 10. August | Karl Gustav von Soldan          | preußischer Oberst und Chef des Husarenregiments Nr. 6                                  |       |       |
| 13. August | Israel Traugott Garmann         | evangelischer Theologe                                                                  | 61    |       |
| 16. August | Giuseppe Gonzaga                | Herzog von Guastalla                                                                    | 56    |       |
| 27. August | Carlo Leopoldo Calcagnini       | italienischer Jurist und Kardinal                                                       | 67    |       |
| 27. August | Johann Caspar Ferdinand Fischer | deutscher Komponist und Musiker                                                         |       |       |
| 27. August | Adam Friedrich von Wreech       | königlich preußischer Generalleutnant                                                   | 57    |       |

## September
| Tag           | Name                                      | Beruf, bekannt als                                                    | Alter | Beleg |
| ------------- | ----------------------------------------- | --------------------------------------------------------------------- | ----- | ----- |
| 2. September  | Jean-Baptiste Colbert, marquis de Torcy   | französischer Diplomat und Außenminister                              | 80    |       |
| 10. September | Maximilian Ulrich von Kaunitz             | kaiserlicher Diplomat und Landeshauptmann von Mähren (1720–1746)      | 67    |       |
| 12. September | Franz Hunolt                              | Jesuit, Prediger und Theologe                                         | 55    |       |
| 18. September | Daniel Fischer                            | ungarischer Mediziner, Stadtarzt in Kežmarok, Mitglied der Leopoldina | 50    |       |
| 20. September | Johann Arnold de Reux                     | Generalvikar in Köln                                                  | 81    |       |
| 22. September | Johann Lembke                             | deutscher Mediziner, Professor                                        | 60    |       |
| 25. September | Johann Gottfried Krause                   | deutscher Theologe und Kirchenlieddichter                             | 61    |       |
| 28. September | Jean-Baptiste de La Rochefoucauld de Roye | französischer Aristokrat und Marineoffizier                           | 39    |       |

## Oktober
| Tag         | Name                        | Beruf, bekannt als                                                                                             | Alter | Beleg |
| ----------- | --------------------------- | --- | ----- | ----- |
| 6. Oktober  | Anna Margareta Pfeffer      | deutsche Dichterin                                                                                             | 67    |       |
| 11. Oktober | Otto Georg Veldtmann        | niederländischer Generalmajor                                                                                  | 61    |       |
| 12. Oktober | Augustin Friedrich Walther  | deutscher Arzt, Anatom und Botaniker                                                                           | 57    |       |
| 14. Oktober | Domenico Alberti            | italienischer Komponist                                                                                        |       |       |
| 16. Oktober | Johann Albert von Heister   | k.k. Feldmarschalleutnant, Geheimer Hofkriegsrat, Kommandant von Grätz sowie Oberst eines Infanterie-Regiments |       |       |
| 20. Oktober | Jodocus Andreas Hiltebrandt | deutscher lutherischer Theologe                                                                                | 79    |       |

## November
| Tag          | Name                             | Beruf, bekannt als | Alter | Beleg |
| ------------ | -------------------------------- | --- | ----- | ----- |
| 5. November  | Johann Ludwig II.                | Fürst von Anhalt-Zerbst | 58    |       |
| 20. November | Johann Doser                     | deutscher Bildhauer | 58    |       |
| 22. November | Johann Baptist Divall            | italienisch/österreichischer Glockengießer                                                                                  |       |       |
| 22. November | Rudolf Kurt Leberecht von Loeben | königlich preußischer Generalmajor, Chef des Garnisons-Regiments Nr. 8 sowie Erbherr auf Falkenberg, Matzdorf und Schildkow |       |       |
| 23. November | Georg Wilhelm Steller            | deutscher Arzt und Naturwissenschaftler                                                                                     | 37    |       |

## Dezember
| Tag          | Name                                        | Beruf, bekannt als                                                           | Alter | Beleg |
| ------------ | ------------------------------------------- | ---------------------------------------------------------------------------- | ----- | ----- |
| 4. Dezember  | Christopher Tärnström                       | schwedischer Naturkundler                                                    |       |       |
| 6. Dezember  | Grisell Baillie                             | schottische Aristokratin und Liedtexterin                                    | 80    |       |
| 9. Dezember  | Carl Gyllenborg                             | schwedischer Staatsmann                                                      | 67    |       |
| 10. Dezember | Teodorico Pedrini                           | italienischer Missionar, Cembalist und Komponist in China                    | 75    |       |
| 14. Dezember | José Antonio de Mendoza Caamaño y Sotomayor | spanischer Kolonialverwalter, Vizekönig von Peru                             | 79    |       |
| 16. Dezember | Rudolf Berenberg                            | deutscher Kaufmann, Präses der Hamburger Handelskammer und Hamburger Senator | 66    |       |
| 20. Dezember | Carl August von Wolffersdorff               | deutscher Adeliger, Erb-, Lehn- und Gerichtsherr                             | 55    |       |
| 26. Dezember | Kaspar Heinrich von Stechow                 | königlich-preußischer Oberst und Chef des Garnisons-Regiments Nr. 6          | 59    |       |
| Dezember     | Johann Wilhelm auf der Heyden               | Bürgermeister von Elberfeld                                                  | 85    |       |

## Datum unbekannt
| Tag | Name                                 | Beruf, bekannt als                                                        | Alter | Beleg |
| --- | ------------------------------------ | ------------------------------------------------------------------------- | ----- | ----- |
|     | Beschir Agha                         | Obereunuch am Sultanshof zu Istanbul                                      |       |       |
|     | Adam Brand                           | deutscher Kaufmann und Forschungsreisender                                |       |       |
|     | Nikolaus Engelbert Cetto             | deutscher Wachsbossierer                                                  |       |       |
|     | Johann Harper                        | schwedischer Miniaturenmaler, preußischer Kabinettmaler                   |       |       |
|     | Jechiel Heilprin                     | Rabbiner, Historiker, Lexikograph                                         |       |       |
|     | Francis Hutcheson                    | irischer Philosoph und Ökonom                                             |       |       |
|     | Johann Gabriel von der Ketten        | Kanoniker an der Collegkirche St. Georg in Köln, Heraldiker und Genealoge |       |       |
|     | Johann Heinrich Lobeman von Lohendal | holstein-gottorfischer General                                            |       |       |
|     | Grizel Steevens                      | englisch-irische Wohltäterin                                              |       |       |
|     | Johann Ernst Teichmann               | evangelischer Pfarrer und Historiker                                      |       |       |